# 하야시 아키히로
하야시 아키히로(일본어: 林 彰洋, 1987년 5월 7일 ~ )는 일본의 축구 선수로 현재 베갈타 센다이에서 골키퍼로 뛰고 있다.

## 구단 경력
그는 2012년부터 J리그의 시미즈 에스펄스, 사간 도스, FC 도쿄, 베갈타 센다이에서 뛰었다.

## 국가대표팀 경력
그는 2007년 FIFA U-20 월드컵에 참가할 일본 U-20 국가대표팀에 발탁되었으며, 3경기에 출전했다.

## 수상

### 클럽
시미즈 에스펄스
- J리그컵 : 준우승 (2012)

FC 도쿄
- J1리그 : 준우승 (2019)
- J리그컵 : 우승 (2020), 4강 (2021)

### 국가대표팀
일본 U-19
- AFC U-19 아시안컵 : 준우승 (2006)

### 개인
- J1리그 베스트 11 : 2019